# Шурупов Олександр Георгійович
Олександр Георгійович Шурупов (1919, Російська Федерація — 1982, Москва) — радянський військовий діяч, генерал-полковник, командувач військ Одеського військового округу. Депутат Верховної Ради СРСР 8-го скликання. Член ЦК КПУ в 1971—1976 р.

## Біографія
У 1937—1939 р. — токар заводу в місті Москві.
З 1939 року — в Червоній армії, учасник німецько-радянської війни з 1941 року. Був курсантом, командиром взводу, начальником штабу батальйону, заступником командира окремого стрілецького батальйону. З грудня 1942 року служив командиром 4-го окремого стрілецького батальйону 34-ї окремої стрілецької бригади 11-го гвардійського стрілецького корпусу 9-ї армії Північно-Кавказького фронту. У 1943 році був начальником штабу 1054-го стрілецького полку.  У 1943 — 1945 р. — командир  1050-го стрілецького полку, командир 177-го стрілецького полку 236-ї стрілецької дивізії 26-ї армії 3-го Українського фронту.
Член ВКП(б) з 1943 року.
Після закінчення війни продовжив службу в збройних силах. З 1945 року навчався у Військовій академії Червоної армії імені Фрунзе, потім також закінчив Військову академію Генерального штабу. Перебував на командних посадах в радянській армії.
У жовтні 1963 — квітні 1968 р. — командувач 8-ї гвардійської загальновійськової армії Групи радянських військ у Німеччині.
У квітні 1968 — квітні 1974 р. — командувач військ Одеського військового округу.
З травня 1974 року — 1-й заступник начальника Військової академії Генерального штабу. Потім працював консультантом Інституту військової історії Міністерства оборони СРСР у Москві.

## Звання
- генерал-лейтенант
- генерал-полковник

## Нагороди
- орден Олександра Невського 2-го ступеня (28.09.1945)
- орден Червоної Зірки (27.02.1943)
- ордени
- медалі